# Spring Hope
Spring Hope é uma cidade  localizada no estado norte-americano de Carolina do Norte, no Condado de Nash.

## Demografia
Segundo o censo norte-americano de 2000, a sua população era de 1261 habitantes.
Em 2006, foi estimada uma população de 1279, um aumento de 18 (1.4%).

## Geografia
De acordo com o United States Census Bureau tem uma área de 3,6 km², dos quais 3,6 km² cobertos por terra e 0,0 km² cobertos por água. Spring Hope localiza-se a aproximadamente 61 m acima do nível do mar.

## Localidades na vizinhança
O diagrama seguinte representa as localidades num raio de 20 km ao redor de Spring Hope.